# Lethe narkunda
Lethe narkunda är en fjärilsart som beskrevs av Hans Fruhstorfer 1911. Lethe narkunda ingår i släktet Lethe och familjen praktfjärilar. Inga underarter finns listade i Catalogue of Life.